# Isla Real
La isla Real (en francés: Île Royale) es la isla más grande y más occidental de las tres islas de la Salvación (Îles du Salut), ubicadas en el océano Atlántico frente a la costa del departamento de ultramar de la Guayana Francesa, en América del Sur. Como es la isla más grande, con una superficie de 28 hectáreas (0,28 km²), fue utilizada como centro para la administración del territorio cuando el archipiélago era utilizado como una colonia penal francesa. Con una altura de 66 metros, es la isla más alta del grupo con respecto al mar. Allí se encuentran un museo y un hotel (L'Auberge des Îles du Salut).
Esta y las otras dos islas dependen de la comuna o municipalidad de la ciudad de Cayena, a pesar de estar más cerca de Kourou, que es visible desde la playa.
Un sendero bordea la isla, y hay varios caminos que el público puede tomar para explorar la isla.
La ley del 31 de marzo de 1931 convirtió la Isla Real en un lugar de deportación simple, mientras que la Isla del Diablo fue la utilizada para la deportación en la ciudad amurallada (de acuerdo con la distinción establecida por la ley de junio de 1850). Hoy en día, hay una iglesia, un albergue (anteriormente la casa del director de la prisión, en la parte superior de la isla), un museo y un puesto militar en la isla.